# The Shadows
The Shadows fue un grupo de rock originario de Londres, Inglaterra. Se mantuvo activo desde la década de 1960 hasta la década de 1990. Surgieron como The Drifters, banda de apoyo de Cliff Richard, de la que éste acabó siendo el último miembro fundador hasta la separación final en 1968.
Entre sus éxitos se encuentran sencillos como: "Move It" (#2 UK, #100 ARIA) de 1958 o "Let me be the one" (con la que quedaron segundos en el Festival de Eurovisión de Estocolmo de 1975), aunque el mayor éxito de toda su carrera artística fue el tema "Apache" (1960).
El australiano John Farrar se unió al grupo en 1973 para representar al Reino Unido en el Festival de la Canción de Eurovisión como segundo guitarrista y cantante. Posteriormente alcanzó grandes éxitos con sus composiciones para la también australiana Olivia Newton-John, como Grease (1978), Xanadú (1980) o Physical (1981).
Se reunieron de nuevo para varias giras entre 2004 y 2020.

## Miembros
- Hank Marvin: voz y guitarra (1958).
- Bruce Welch: guitarra (1958).
- Brian Bennett: batería (1961).
- Jet Harris: bajo eléctrico (1959).
- Tony Meehan: batería (1959).
- Brian Locking: bajo eléctrico (1962).
- John Rostill: bajo eléctrico (1963).
- John Farrar: voz y guitarra (1973).

## Discografía

### Álbumes
- The Shadows (1961, #1).
- Out of The Shadows (1962, #1).
- Greatest Hits (1963, #2).
- Dance With The Shadows (1964, #2).
- The Sound of The Shadows (1965, #4).
- Shadow Music (1966, #5).
- Jigsaw (1967, #8).
- Shades of Rock (1970, #30).
- Rockin' With Curly Leads (1974, #45).
- Specs Appeal (1975, #30).
- 20 Golden Greats (1977, #1).
- String of Hits (1979, #1).
- Another String of Hot Hits (1980, #16).
- Change of Address (1980, #17).
- Hits Right Up Your Street (1981, #15).
- Life In The Jungle/Live At Abbey Road (1982, #24).
- XXV (1983, #34).
- 20 Original Greats (1984).
- Guardian Angel (1984, #98).
- Moonlight Shadow (1986, #6).
- Simply Shadows (1987, #11).
- Steppin' To The Shadows (1989, #11).
- At Their Very Best (1989, #12).
- Reflection (1990, #5).
- Themes and Dreams (1991, #21).
- Shadows In The Night - 16 Classic Tracks (1993, #22).
- The Best of Hank Marvin and The Shadows (1994, #19).
- Play Andrew Lloyd Webber and Tim Rice (1997, #41).
- Very Best of Hank Marvin and The Shadows. The First 40 Years (1997, #56).
- 50 Golden Greats (1998,#35).
- Life Story (2004, #7).

### Sencillos
- "Apache" (1960, #1).
- "Man of Mystery" / "The Stranger" (1960, #5).
- "FBI" (1961, #6).
- "The Frightened City" (1961, #3).
- "Kon Tiki" (1961, #1).
- "The Savage" (1961, #10).
- "Wonderful Land" (1962, #1).
- "Guitar Tango" (1962, #4).
- "Dance On" (1962, #1).
- "Foot Tapper" (1963, #1).
- "Atlantis" (1963, #2).
- "Shindig" (1963, #6).
- "Geronimo" (1963, #11).
- "Theme For Young Lovers" (1964, #12).
- "The Rise and Fall of Flingel Bunt" (1964, #5).
- "Rhythm And Greens" (1964, #22).
- "Genie With The Light Brown Lamp" (1964, #17).
- "Mary Anne2 (1965, #17).
- "Stingray" (1965, #19).
- "Don't Make My Baby Blue" (1965, #10).
- "The War Lord" (1965, #18).
- "I Met A Girl" (1966, #22).
- "A Place In The Sun" (1966, #24).
- "The Dreams I Dream " (1966).
- "Maroc 7" (1967, #24).
- "Let Me Be The One" (1975, #12)(Eurovisión 1975)
- "Don't Cry For Me Argentina" (1978, #5).
- "Theme From 'The Deer Hunter' (Cavatina)" (1979, #9).
- "Riders In The Sky" (1980, #12).
- "Equinoxe Part V" (1980).
- "The Third Man" (1981).

Los números indican el puesto al que llegaron a ocupar los discos en las listas de ventas del Reino Unido
| Predecesor: Olivia Newton-John con Long live Love | Reino Unido en el Festival de Eurovisión 1975 | Sucesor: Brotherhood of Man con Save your Kisses for me |